# Allen Williams
Allen Victor Lee Williams III. (* vor 1976) ist ein US-amerikanischer Schauspieler.

## Leben
Williams begann seine Karriere Mitte der 1970er Jahre. Nach Gastrollen in Serien wie Die Straßen von San Francisco und Detektiv Rockford – Anruf genügt erhielt er 1977 die Rolle des Adam Wilson in der Serie Lou Grant, die er in 64 der insgesamt 114 Episoden darstellte. Zwar wirkte er nur in etwas mehr als der Hälfte der Episoden mit, war jedoch jeweils im Vorspann zu sehen, wenn auch ohne Namensnennung. Er blieb nach dem Ende der Serie ein vielbeschäftigter Fernsehschauspieler mit Auftritten in den verschiedensten Serienformaten. So war er unter anderem in Krimiserien wie T. J. Hooker und Simon & Simon, Sitcoms wie Cheers und den Seifenopern Unter der Sonne Kaliforniens und Zeit der Sehnsucht zu sehen.
Williams spielte nur selten in Spielfilmproduktionen und hatte bei seinen wenigen Auftritten nur kleinere Nebenrollen. Unter anderem war er in Peter Bogdanovichs Filmkomödie Nickelodeon, im Science-Fiction-Film Meteor, der Satire Willkommen Mr. Chance sowie im Thriller Gegen jede Chance zu sehen.
Williams ist zweifach geschieden und hat aus erster Ehe drei Kinder.

## Filmografie (Auswahl)

### Fernsehen
- 1976: Die Straßen von San Francisco (The Streets of San Francisco)
- 1977: Detektiv Rockford – Anruf genügt (The Rockford Files)
- 1977–1982: Lou Grant
- 1980: Magnum (Magnum, P.I.)
- 1982: Cagney & Lacey
- 1982: Knight Rider
- 1984: Agentin mit Herz (Scarecrow and Mrs. King)
- 1984: Cheers
- 1984: T. J. Hooker
- 1985: Simon & Simon
- 1986: Hunter (Fernsehserie, Folge 2x17: 36 Stunden Terror)
- 1986: Unter der Sonne Kaliforniens (Knots Landing)
- 1988: 21 Jump Street – Tatort Klassenzimmer (21 Jump Street)
- 1989: NAM – Dienst in Vietnam  (Tour of Duty)
- 1992: Law & Order
- 1993: Parker Lewis – Der Coole von der Schule (Parker Lewis Can't Lose)
- 1996: Sliders – Das Tor in eine fremde Dimension (Sliders)
- 1997: Murphy Brown
- 2000: Ally McBeal
- 2001: Sabrina – Total Verhext! (Sabrina, the Teenage Witch)
- 2002: Alias – Die Agentin (Alias)
- 2002: Zeit der Sehnsucht (Days of Our Lives)
- 2003: Für alle Fälle Amy (Judging Amy)
- 2007: Desperate Housewives

### Film
- 1984: Gegen jede Chance (Against All Odds)